# Tómalo o déjalo
Tómalo o déjalo es el cuarto álbum de estudio de la banda de rock argentina Los Ratones Paranoicos, editado en 1990 por CBS.

## Detalles
Este fue el primer trabajo del grupo para la compañía multinacional CBS (hoy Sony Music), aunque el productor siguió siendo el mismo de sus discos anteriores, Gustavo Gauvry.
La ilustración que aparece en el disco mostrando un ojo envuelto en una espiral, fue obra de la artista plástica Marta Minujín.

## Lista de canciones
*Todos los temas escritos por Juanse.

1. Juana de Arco (2:41)
2. No Quiero Estar Acá (2:04)
3. En la Alfombra (3:26)
4. Cabra (3:11)
5. Damas Negras (4:05)
6. Boogie (2:49)
7. Verano Complicado (3:09)
8. No Me Digas que No (3:02)
9. Solo en la Avenida (3:47)
10. Se Acabó Nena (4:10)

## Personal
- Juanse - voz, guitarra
- Sarcófago - guitarra, coros
- Pablo Memi - bajo
- Roy Quiroga - batería